# Rosa arvensis
Rosa arvensis là loài thực vật có hoa trong họ Hoa hồng. Loài này được Huds. miêu tả khoa học đầu tiên.

## Hình ảnh

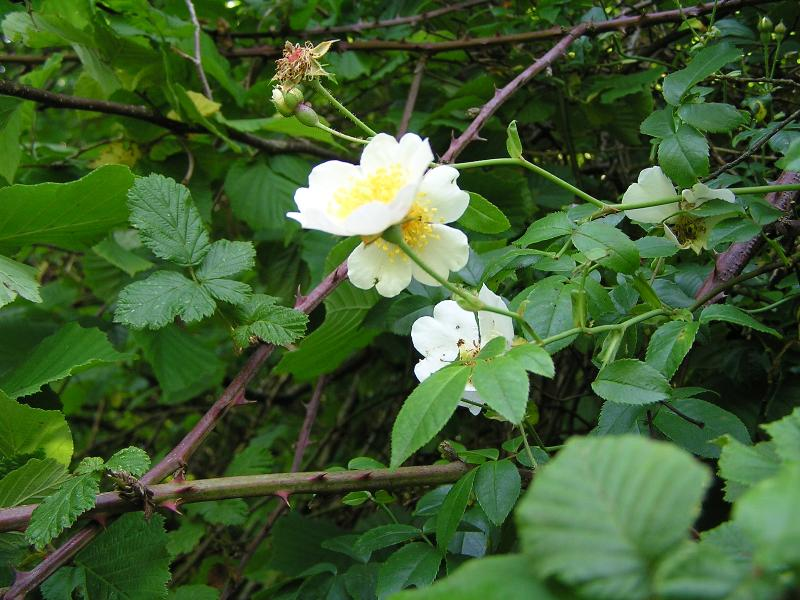
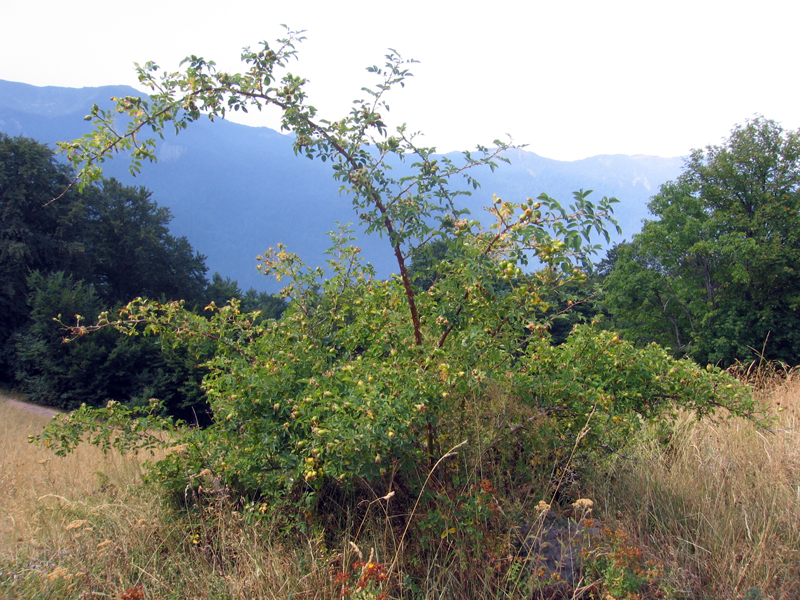
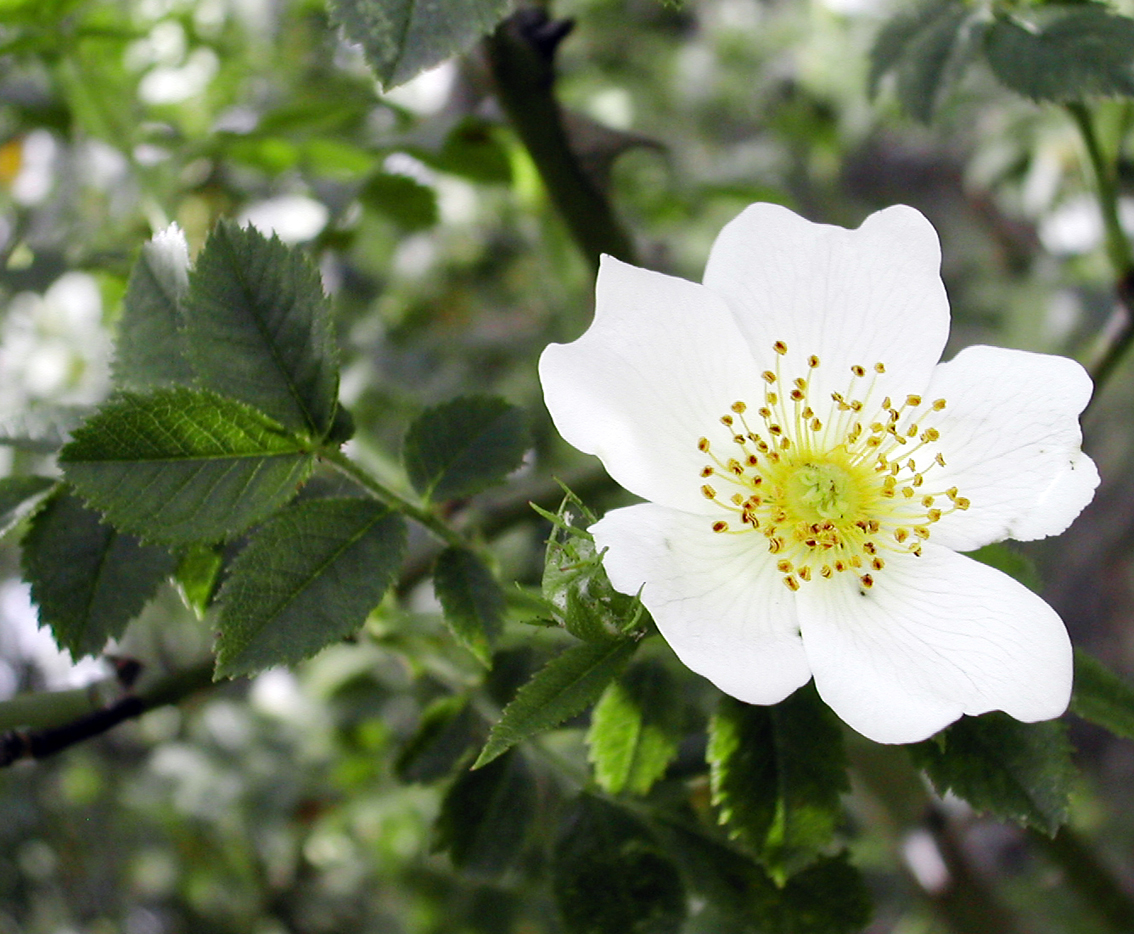
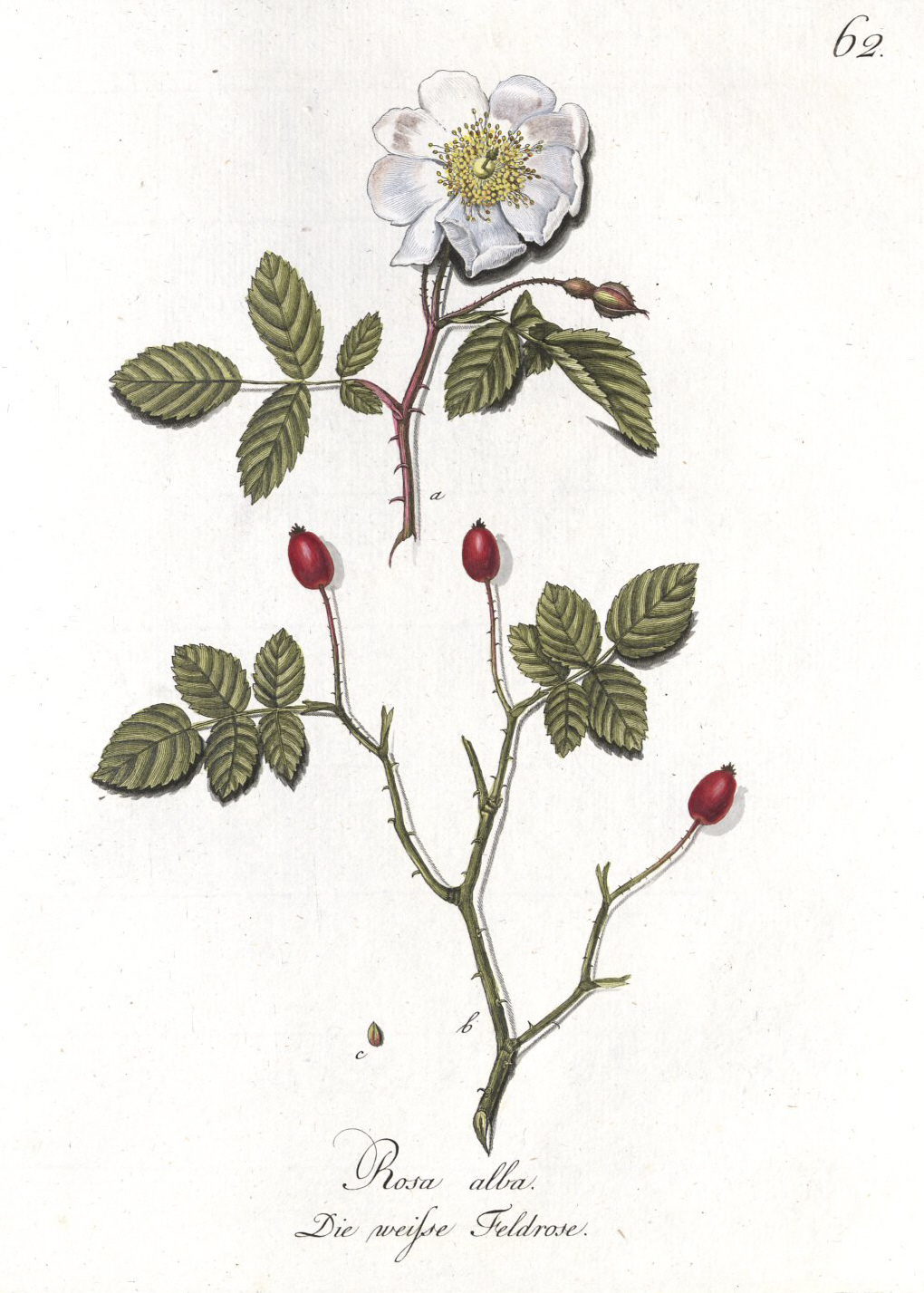